# Сењец
Сењец (слч. Senec, мађ. Szenc) град је у Словачкој, који се налази у оквиру Братиславског краја.

## Географија
Сењец је смештен у западном делу државе. Главни град државе, Братислава, налази се 22 км југозападно од града.
Рељеф: Сењец се развио у словачком делу Панонске низије, на њеној крајњем северозападу. Подручје око град је равничарско, на приближно 130 m надморске висине.
Клима: Клима у Сењецу је умерено континентална.
Воде: Сењец нема излаз на реку, али се непосредно уз град налази низ мањих језера, коју последњих деценија постала привлачна за посетиоце.

## Историја
Људска насеља на овом простору датирају још из праисторије. Насеље под данашњим именом први пут се спомиње 1252, као место насељено Мађарима. Насеље је 1439. године добило градска права. Током следећих векова град је био у саставу Угарске као обласно трговиште.
Крајем 1918. Сењец је постао део новоосноване Чехословачке. У време комунизма град је нагло индустријализован, па је дошло до наглог повећања становништва. После осамостаљења Словачке град је постао њено значајно средиште, али је дошло до привредних тешкоћа у време транзиције.

## Становништво
| Година:    | 1994.  | 2004.   | 2014.    | 2024.    |
| ---------- | ------ | ------- | -------- | -------- |
| Број људи: | 14 831 | 15 193  | 18 208   | 20 234   |
| Разлика:   |        | +2,44 % | +19,84 % | +11,12 % |

| Година:    | 2023.  | 2024.   |
| ---------- | ------ | ------- |
| Број људи: | 20 192 | 20 234  |
| Разлика:   |        | +0,20 % |

Данас Сењец има око 17.000 становника и последњих година број становника полако расте.
Етнички састав: По попису из 2001. састав је следећи:
- Словаци - 76,6%,
- Мађари - 22,1%,
- Чеси - 0,9%%,
- Роми - 0,2%%,
- остали.

Верски састав: По попису из 2001. састав је следећи:
- римокатолици - 71,7%,
- атеисти - 12,9%%,
- лутерани - 8,8%,
- остали.

## Партнерски градови
- Мошонмађаровар
- Сењ

## Галерија
- Главни градски трг
- Римокатоличка црква
- Синагога у Сењецу
- Сењечка језера